# 1765
Évszázadok: 17. század – 18. század – 19. század
Évtizedek: 1710-es évek – 1720-as évek – 1730-as évek – 1740-es évek – 1750-es évek – 1760-as évek – 1770-es évek – 1780-as évek – 1790-es évek – 1800-as évek – 1810-es évek
Évek: 1760 – 1761 – 1762 – 1763 –  1764 – 1765 – 1766 – 1767 – 1768 – 1769 – 1770

## Események

### Határozott dátumú események
- március 22. – Nagy-Britanniában elfogadják a bélyegtörvényt (Stamp Act(wd)), amely szerint a gyarmatokon minden nyomtatványt és jogi iratot – újságokat, röpiratokat, biztosítási kötvényeket, diplomákat, játékkártyákat stb. – illetékbélyeggel kell ellátni.[1]
- november 2. – Mária Terézia Erdélyt nagyfejedelemséggé nyilvánítja.[2]

### Határozatlan dátumú események
- A Dunántúlon jobbágyfelkelések törnek ki.[3]
- Restaurálják Audley keresztjét Angliában.

## Születések
- augusztus 28. – Tadeusz Czacki lengyel író, tanár, a Kremenyeci Líceum egyik megalapítója († 1813)
- szeptember 18. – XVI. Gergely pápa († 1846)[4]
- szeptember 30. – José María Morelos a mexikói függetlenségi háború egyik legjelentősebb vezére († 1815)
- november 5. – Petrich András császári és királyi altábornagy, katonai térképész, festőművész († 1842)
- november 14. – Robert Fulton amerikai mérnök, feltaláló, az első működő gőzhajó alkotója († 1815)
- november 17. – Étienne Jacques Joseph Macdonald Taranto hercege, francia hadvezér († 1840)
- december 22. – Johann Friedrich Pfaff német matematikus († 1825)

## Halálozások
- március 13. – Mihail Vasziljevics Lomonoszov, orosz polihisztor (* 1712)
- április 15. – Matthias Franz Gerl, osztrák építész (* 1711)
- június 18. – Barkóczy Ferenc, egri püspök, majd esztergomi érsek, Magyarország hercegprímása, a tudományok és művészetek támogatója (* 1710)
- július 18. – I. Fülöp, Parma, Piacenza és Guastalla uralkodó hercege, spanyol infáns (* 1720)
- augusztus 18. – I. Ferenc német-római császár, német-római császár (* 1708)